# 箭士柳白猿
《箭士柳白猿》(Judge Archer)，是一部2012年出品、2016年3月11日在大陆上映的中國民初武術電影，改编自徐皓峰（徐浩峰的筆名）短篇小说《柳白猿别传》。由徐浩峰親自执导，並由宋洋、赵峥、 于承惠、李呈媛、王燕妮等人联合主演。
2012年11月11日，入圍金马影展最佳改編劇本、最佳原創電影音樂、最佳動作設計三個獎項。

## 劇情摘要
講述民初第六代柳白猿，學藝有成、闖盪江湖的故事。

## 演員表
| 演員                  | 飾演角色 |
| --------------------- | -------- |
| 宋洋                  | 柳白猿   |
| 于承惠                | 匡一民   |
| 李呈媛                | 月牙紅   |
| 王燕妮 (Yenny Martin) | 二冬     |
| 趙崢                  | 過德誠   |